# Dicranomyia antennifera
Espèce
Dicranomyia antennifera est une espèce fossile d'insectes diptères  de la famille des Limoniidae et de la sous-famille des Limoniinae. 

## Classification

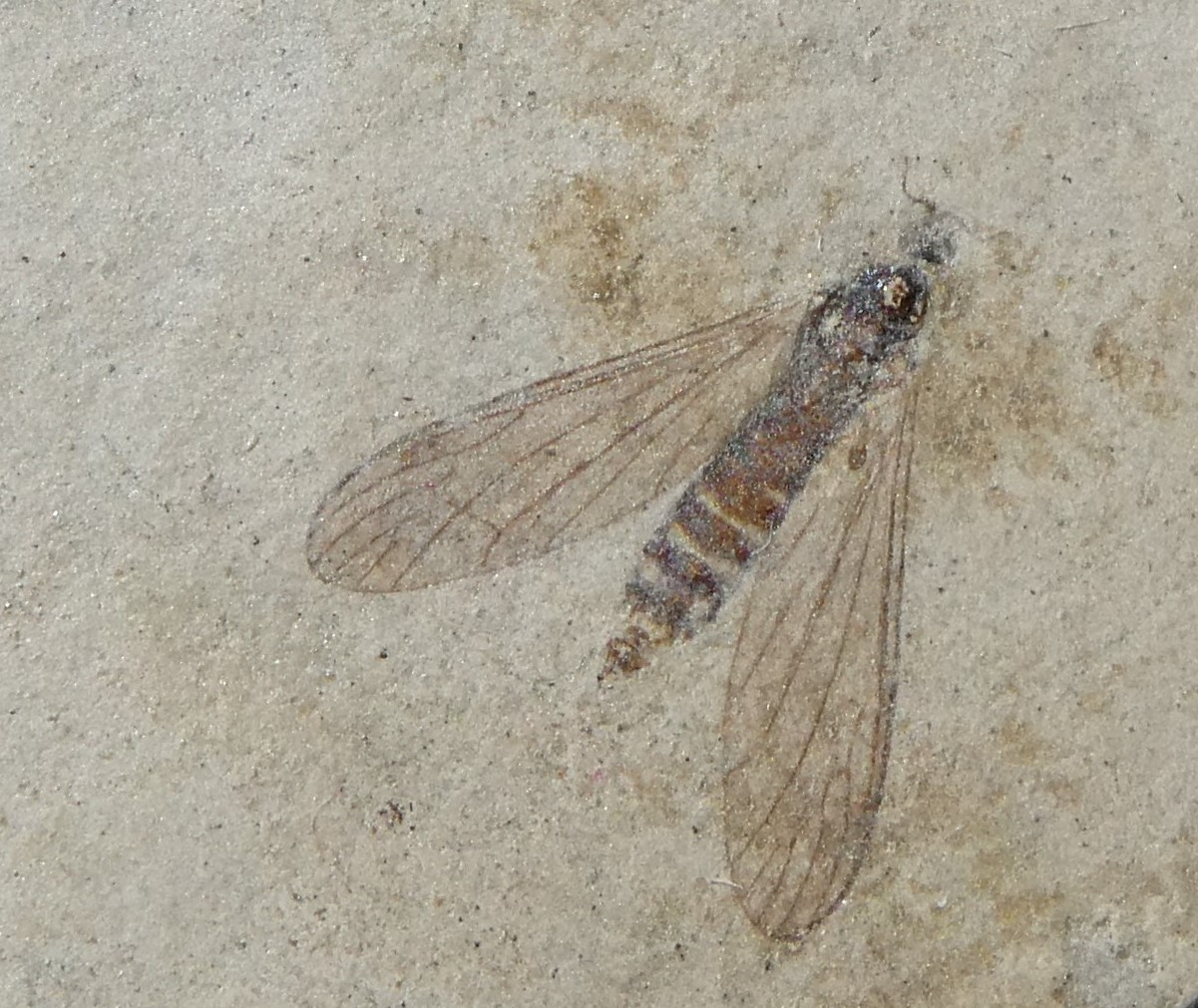
Dicranomya antennifera par N. THEOBALD, Agrandissement de l'holotype A1001.

L'espèce Dicranomyia antennifera est publiée en 1937 par le paléontologue français Nicolas Théobald (1903-1981),.

### Fossiles
L'holotype fait partie de ses collections personnelles, est un nouveau spécimen identifié A 1001 venant du gypse d'Aix-en-Provence dans les Bouches-du-Rhône. 
Elle était en 1937 classée dans la sous-famille des Limnobiinae Kertész 1902 ou Lameere 1906 selon BioLib, alors que le genre est aujourd'hui dit dans la sous-famille des Limoniinae.

## Description

### Caractères

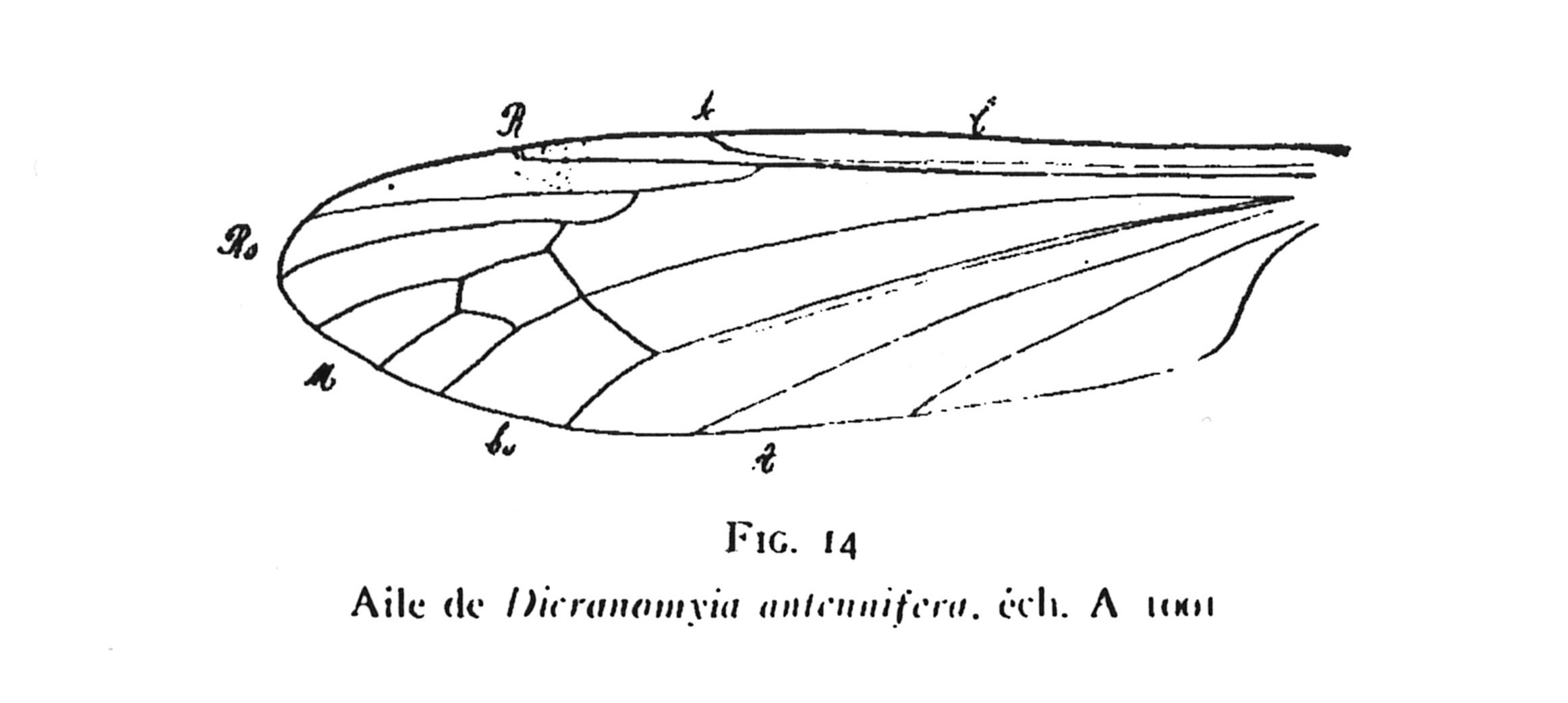
Aile de Dicranomyia antennifera éch. A1001 Nicolas Théobald 1937 p.344.

Diagnose de Nicolas Théobald en 1937, :  

« [Cet] insecte de conservation admirable; à part les pattes, toutes les parties sont bien visibles. Tête et thorax noir brunâtre; abdomen brun; haltères brunes avec massue brun noirâtre; ailes claires à nervures brunes et stigma foncé.
Tête ovale, transversale; deux gros yeux, faisant saillie sur le côté; yeux séparés; pas d'ocelles visibles; front étiré vers l'avant; antennes plumeuses, 14 segments, le second article est nettement élargi, les autres sont elliptiques; tous les articles portent des poils assez longs, donnant à l'antenne un aspect plumeux. Tête moins large que le thorax; prothorax arrondi; mésothorax nettement plus gros que le prothorax; scutellum rectangulaire. Abdomen allongé; bords presque parallèles, s'élargit très légèrement jusqu'au 6° segment, les deux autres sont plus étroits; segments de couleur brune, nettement séparés par des articulations claires; extrémité étirée en pointe. Ailes dépassant longuement l'abdomen; aile allongée sans alula visible; nervation très nette (v. figure). balanciers longs avec masse ellipsoïdale. »

— Nicolas Théobald, Les insectes fossiles des terrains oligocènes de France

### Dimensions
La longueur totale est de 6,75 mm, et la longueur d'aile est de 7 mm. 

### Affinités
L'insecte a le port des Tipulidae. La nervation est celle du genre Dicranomyia. Par la coloration des ailes, l'insecte se rapproche le plus du Dicranomyia fraterna Brunetti, vivant dans les Indes, mais ce dernier présente encore quelques petites taches supplémentaires. Heer a décrit d'Aix un Tipulidae sous le nom de Limnobia murchisoni Heer, qui se rapproche beaucoup de notre échantillon, mais sa taille semble supérieure.
Le genre Dicranomyia existe à l'état fossile dans l'ambre de la Baltique (Loew), dans l'Eocène des Rocky Mountains (Scudder, Cockerell) et dans le Miocène de Florissant (USA)(H. F. Wickham (d)).

## Biologie
« Le genre Dicranomyia est connu d'Europe, d'Amérique du Nord, de l'Afrique, des Indes et de l'Orient. Les larves sont aquatiques, préférant parfois les eaux courantes. Les adultes vivent dans les bois, au voisinage des eaux ».

### Publication originale
- [1937] Nicolas Théobald, « Les insectes fossiles des terrains oligocènes de France 473 p., 17 fig., 7 cartes,13 tables, 29 planches hors texte », Bulletin Mensuel de la Société des Sciences de Nancy et Mémoires de la Société des sciences de Nancy, Imprimerie G. Thomas,‎ 1937, p. 1-473 (ISSN 1155-1119 et 2263-6439, OCLC 786027547). .